# Chiesa hussita cecoslovacca

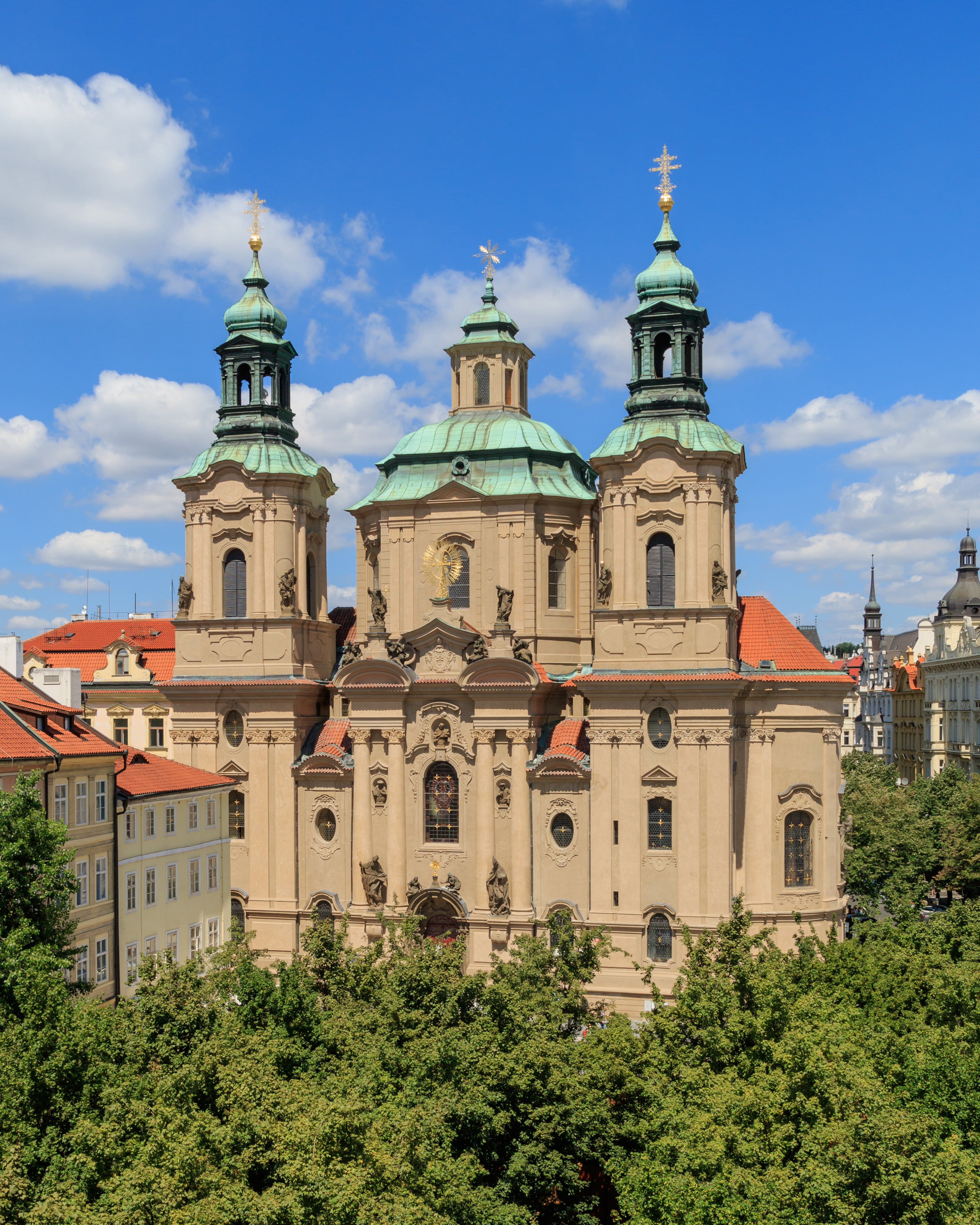
La chiesa hussita di San Nicola nella Città Vecchia di Praga

La Chiesa hussita cecoslovacca (in lingua ceca: Církev československá husitská, CČSH), fino al 1971 solo Chiesa cecoslovacca  (Církev československá, CČS), è una Chiesa cristiana che si è ufficialmente formata negli anni 1919/20 con la separazione dalla Chiesa cattolica. Questa comunità di fedeli, chiamata spesso "Nuova Chiesa Hussita", è soprattutto diffusa in Cechia, ma ve ne sono comunità attive anche in Slovacchia. Essa si richiama alla tradizione del riformatore boemo Jan Hus.
Nel 2011 appartenevano ad essa circa 39.000 credenti.
Dal 2006 la Chiesa è guidata da Tomáš Butta, come patriarca.

## Storia
Una parte crescente del clero di lingua ceca in Boemia e Moravia, verso la fine del XIX secolo, era divenuta scontenta dell'immagine assunta dalla Chiesa cattolica in Austria nei confronti della monarchia austro-ungarica. Già degli esiti del Concilio Vaticano I avevano preso atto con irritazione numerosi preti cechi di idee liberali. Costoro erano dell'idea che la Chiesa cattolica sostenesse il sistema politico vigente della monarchia danubiana e con questa l'egemonia dei tedeschi e degli ungheresi, mentre essi promuovevano, simpatizzando con i relativi politici, cambiamenti a favore dei cechi e degli altri popoli slavi.
Nel 1890 ecclesiastici cechi e slovacchi fondarono un'unione (Jednota), che si schierò per la modernizzazione e democratizzazione della Chiesa cattolica. Essi auspicavano fra l'altro l'introduzione della lingua volgare nella Messa, l'abolizione dell'obbligo del celibato per i sacerdoti e un riavvicinamento alla Chiesa ortodossa. L'episcopato e la Santa Sede cercarono di reprimere questo movimento. Tra i fedeli il clero legato alla Jednota aveva relativamente pochi seguaci. Ciò cambiò nel corso della prima guerra mondiale, quando la gran maggioranza dei cechi si pose contro la monarchia e preparava la fondazione di uno stato indipendente. Per questo ci si schierava anche contro l'episcopato filo asburgico. Il conflitto interno si acuì dopo la proclamazione della Repubblica cecoslovacca. Nel periodo natalizio del 1919 i preti aderenti alla Jednota cominciarono a celebrare la Messa in lingua ceca e nel gennaio 1920 l'ala radicale del movimento di riforma, che assunse il nome di Ohnisko (punto focale), si pose con Karel Farský a capo dello scisma e fondò la Chiesa cecoslovacca. Farský divenne successivamente il primo patriarca della neofondata Chiesa.
La nuova Chiesa venne immediatamente riconosciuta dal governo della repubblica, poiché esso si aspettava, dalla creazione di una Chiesa nazionale, un rafforzamento dell'allora politicamente auspicata nazione cecoslovacca. Alla comunità dei fedeli furono promesse una dozzina di chiese, che sarebbero state tolte ai cattolici. La Santa Sede ruppe perciò i rapporti diplomatici e richiamò da Praga il Nunzio apostolico. Mentre la Chiesa cattolica della Prima Repubblica si stava molto distanziando, poiché ne rifiutava il laicismo, la nuova Chiesa hussita approvava senza riserve l'ordine politico della Cecoslovacchia e si vide come Chiesa nazionale del nuovo stato.
Alla nuova Chiesa hussita aderirono soprattutto cristiani cechi, cui si unirono alcuni slovacchi, mentre gli appartenenti alle minoranze tedesche e ungheresi, per loro natura, non provavano alcuna simpatia per la nuova Chiesa nazionale cecoslovacca. La maggior parte dei neo-hussiti erano stati in precedenza cattolici mentre dalle piccole Chiese evangeliche del territorio boemo e dalla Slovacchia vi furono solo poche conversioni.
Verso il 1930 la Chiesa cecoslovacca contava più di 300.000 fedeli, ma da allora il numero dei credenti cominciò a calare.
Nel 1947 fu ammessa l'ordinazione sacerdotale alle donne.
Sotto il regime comunista il comportamento della Chiesa cecoslovacca verso lo stato fu ambivalente. I nuovi hussiti patirono meno persecuzione che non i cattolici, il cui clero aveva assunto una posizione univoca contro i comunisti. La Chiesa neo-hussita fu da questi strumentalizzata come foglia di fico religiosa, mentre essi assumevano una linea estremamente antireligiosa. Così la Chiesa cecoslovacca ottenne, durante la cosiddetta fase di normalizzazione dopo la Primavera di Praga una propria facoltà di teologia presso l'Università Carolina. Le autorità comuniste interpretarono inoltre la tradizione hussita a modo loro e dichiararono Jan Hus primo rivoluzionario ceco. Contro tale interpretazione la Chiesa hussita poco poté contrapporre, essendo i mezzi di comunicazione in mano alle autorità comuniste. Nel 1971 la Chiesa prese il nome ufficiale di Chiesa cecoslovacca hussita. Da quel momento essa si avvicinò ancor di più al protestantesimo. Nel 1994 essa sottoscrisse l'Accordo di Leuenberg.

## Organizzazione ecclesiastica
La Chiesa cecoslovacca hussita è una Chiesa episcopale, con forte partecipazione dei laici, i quali sono presenti nei consigli degli anziani e nei sinodi. Nel 2007 vi erano circa 300 parrocchie, ciascuna delle quali diretta da un consiglio di anziani. Nelle comunità lavorano circa 270 preti, dei quali circa la metà sono donne.
La Chiesa è divisa nelle diocesi di Praga, Plzeň, Hradec Králové, Brno, Olomouc e Bratislava. Queste sono dirette da un Consiglio diocesano che ha a capo il vescovo. La Chiesa nel suo complesso è guidata da un Consiglio centrale, nel quale le assemblee diocesane inviano in ugual misura preti e laici. Alle decisioni di base riguardo a questioni dogmatiche e norme organizzative provvede il Sinodo della Chiesa. Esso sceglie anche il patriarca, capo spirituale della Chiesa hussita. Tra i Sinodi il Consiglio centrale si occupa degli affari correnti.
La Chiesa ha un Ufficio sociale e un'Opera missionaria. Queste gestiscono alcune scuole materne, scuole, ospizi per anziani e handicappati. Il Consiglio centrale pubblica il giornale della Chiesa Český zápas (La battaglia ceca).
I candidati al servizio spirituale vengono istruiti presso la facoltà teologica dell'Università Carolina di Praga in uno studio quinquennale e in corsi per predicatori, diaconi o parroci.

## Tirocinio e servizio divino
Agli inizi la nuova Chiesa hussita era orientata verso un ragionevole colloquio su una fusione con la Chiesa ortodossa serba (il patriarcato di Karlovci, unito nel 1920 alla Chiesa ortodossa serba, era stato fino ad allora a capo degli ortodossi di lingua slava nella monarchia asburgica) o con la Chiesa vetero-cattolica, come una prima delimitazione alle tendenze alla libera religione sotto l'influenza teologica di Farský saldo a una teologia razionalista e unitarista, successivamente la Chiesa si avvicinò alla opinione corrente cristiana, con le affermazioni di fede di commiato del 1958 (che consistono in un riconoscimento trinitario di fede orientato al Simbolo niceno-costantinopolitano).
A causa della sua teologia e della sua prassi nel servizio divino la Chiesa neohussita si collega da una parte alla Chiesa cattolica, dalla quale proviene, dall'altra a quella evangelica. Fonti della loro credenza sono la Bibbia e la tradizione cristiana. Il principio protestante della sola scriptura quindi non viene seguito. Quali importanti tradizioni vengono citate: i tempi del primo cristianesimo con i sette concili ecumenici, l'opera degli apostoli slavi Cirillo e Metodio, la tradizione riformista, in particolare Jan Hus e gli utraquisti che si richiamavano al suo insegnamento. Come i cattolici, gli ortodossi e gli anglicani la Chiesa ussita cecoslovacca riconosce sette sacramenti. Come le Chiese luterane e riformate evidenzia la libertà di coscienza del singolo credente, pratica l'ordinazione sacerdotale delle donne e sottolinea la parità della partecipazione dei laici alla guida della Chiesa.
La cerimonia liturgica sta al centro della pratica del servizio divino. Vengono in proposito utilizzati due formulari, che mostrano molte affinità ai testi della messa cattolica, ma contengono anche elementi della messa luterana tedesca e instillati dalla tradizione utraquista dei secoli XV e XVI.
Il culto dei santi non è riconosciuto dalla Chiesa neohussita, ma illustrazioni dei santi nella chiesa non sono rifiutate. Nelle chiese di nuova costruzione dopo il 1920 però, sono riportate solo poche immagini, soprattutto immagini rappresentanti il Cristo e, occasionalmente, anche immagini di Jan Hus.
Nell'iconografia religiosa ha un grande ruolo il calice, Esso viene prevalentemente rappresentato in colore rosso, come era utilizzato nel XV secolo quale emblema sulle bandiere degli hussiti. Lo si trova all'interno delle chiese, sui paramenti del sacerdote, sulle copertine dei libri liturgici, sulle sommità delle torri campanarie e sulle bandiere ecclesiastiche.

## Patriarchi
- Karel Farský (1924–1927)
- Gustav Adolf Procházka (1928–1942)
- František Kovář (1946–1961)
- Miroslav Novák (1961–1990)
- Vratislav Štěpánek (1991–1994)
- Josef Špak (1994–2001)
- Jan Schwarz (2001–2005)
- Stepan Klasek (25 giugno 2005 – 28 settembre 2006)
- Tomáš Butta (2006–)

## Ecumenismo
La Chiesa neohussita è membro del Consiglio ecumenico delle Chiese e della Comunità delle Chiese evangeliche in Europa.